# Дун (Лимерик)
Дун (англ. Doon; ирл. Dún / Dún Bleisce) — деревня в Ирландии, находится в графстве Лимерик (провинция Манстер). Покровитель — святой Финтан из Дуна.

## Демография
Население — 439 человек (по переписи 2006 года). В 2002 году население составляло 407 человек.
Данные переписи 2006 года:
| Общие демографические показатели |               |                               |                               |      |      |
| Всё население                    | Всё население | Изменения населения 2002—2006 | Изменения населения 2002—2006 | 2006 | 2006 |
| 2002                             | 2006          | чел.                          | %                             | муж. | жен. |
| 407                              | 439           | 32                            | 7,9                           | 210  | 229  |